# Tricholochmaea alni
Tricholochmaea alni är en skalbaggsart som först beskrevs av Henry Clinton Fall 1924.  Tricholochmaea alni ingår i släktet Tricholochmaea och familjen bladbaggar. Inga underarter finns listade i Catalogue of Life.